# Дежонов, Андрей Анатольевич
Андре́й Анато́льевич Дежо́нов (род. 1960, Ленинград) — российский актёр театра и кино, режиссёр.

## Биография
Андрей Анатольевич Дежонов(наст. фамилия Анисимов) родился 14 декабря 1960 года в Ленинграде. Занимался в ленинградском Театре юношеского творчества (ТЮТ) с 1972 по 1978 год. В 1983 году окончил Санкт-Петербургскую академию театрального искусства (мастерская Л. Кацмана, Л. Додина. Сотрудничал с Молодёжным театром на Фонтанке и с театром «Приют комедианта». Актёр Театра имени Андрея Миронова. Работал ведущим на радио, на дубляже, на озвучивании, ведущим телевизионных программ.
Андрей Дежонов участвует как режиссёр-постановщик в радикальном драматическом проекте «Путешествие» («Носковы и Компания»).
Создатель спектакля «Счастливчик» по мотивам рассказов А. П. Чехова, режиссёр спектаклей «Дневник гения», «Жаворонок», «Прыжок в свободу». С 2009 года режиссёр Национального театра Республики Карелии (Петрозаводск). С 2011 года главный режиссёр этого театра.
Ведет актёрскую мастерскую в СПБГИКиТ. Женат на актрисе Инне Провоторовой.

## Роли в театре
- «Дорога на Литл-Дот» (режиссёр: Е. Падве) — Карлсон
- «Кража» (режиссёр: Л. Стукалов) — Клин-Голова
- «Смиренное кладбище» (режиссёр Т. Казакова) — Воробей
- «Лунные волки» (режиссёр: В. Туманов) — Машинист
- «Мещанин во дворянстве» Мольера (режиссёр: С. Спивак) — Ковьель
- «Гамлет» (режиссёр В. Фильштинский) — Горацио
- «Коварство и любовь» (режиссёр Ральф Зильберт) — Президент фон Вальтер
- «Палата № 6» (режиссёр: В. Фурман) — Рагин

## Режиссёр спектаклей
- «Счастливчик» А. П. Чехова
- «Дневник гения»
- «Жаворонок»
- «Прыжок в свободу»
- «Дело святое» («Любишь, не любишь» Ф. Буляков)
- «Песни синего неба» (С. Кантерво)
- «Иллюзионисты» Бенгта Альфорса[4]
- «Король Лир» (Уильям Шекспир)
- «Ходари» (по сказкам Василия Фирсова)
- «Kivikirija» (по повести «Листы каменной книги» Линевского)
- «Двенадцатая ночь» (У. Шекспир)

## Фильмография
1. 1990 — История болезни — эпизод
2. 1991 — Меченые — руководитель подполья
3. 1998 — Менты. Улицы разбитых фонарей (Серия «Попутчики»)
4. 1999 — Менты. Улицы разбитых фонарей 2 (Серия «Новое слово о живописи») — Макеев
5. 2000 — Охота на Золушку — Марилов
6. 2004 — Ментовские войны — Майор ГРУ
7. 2005 — Итальянец — эпизод
8. 2005 — Принцесса и нищий — эпизод
9. 2007 — Свой-чужой — Александр Сергеевич Юнгеров
10. 2008 — Мамочка, я киллера люблю — Виктор Матвеевич Каратаев, оперуполномоченный
11. 2008 — Тот, кто гасит свет — милиционер
12. 2009 — Летучий отряд — Алексей Кривцов, майор МВД, начальник ОБЭП
13. 2014 — Шеф. Новая жизнь — Надеждин, начальник порта.
14. 2017 — Чужое лицо — Игошин
15. 2018 — Танки — Юрий Максарев
16. 2018 — Реализация — Борис Николаевич Замятьев,генерал-майор юстиции,начальник ГСУ СК Санкт-Петербурга